# Premi Emmy 2018
La cerimonia della 70ª edizione dei Primetime Emmy Awards (70th Primetime Emmy Awards) si è tenuta al Microsoft Theatre di Hollywood, a Los Angeles, il 17 settembre 2018. La cerimonia è stata presentata da Michael Che e Colin Jost, conduttori del TG satirico del Saturday Night Live, e trasmessa in diretta televisiva dall'emittente NBC.
Le candidature erano state annunciate il 12 luglio 2018.:
L'8 maggio 2018 si sono celebrati gli Sports Emmy Awards, mentre i News & Documentary Emmy Awards sono stati assegnati il 1º ottobre 2018; entrambe le cerimonie sono ospitate dal Jazz at Lincoln Center di New York.

## Primetime Emmy Awards
Il Trono di Spade (Game of Thrones), ritornata ad essere candidabile dopo l'assenza nella stagione televisiva 2016-2017, si è affermata per la terza volta come miglior serie televisiva drammatica e in assoluto come programma televisivo più premiato, con nove statuette complessive. Tra i programmi più premiati anche La fantastica signora Maisel (miglior commedia) e il Saturday Night Live (miglior varietà di sketch), entrambi con otto premi, oltre a American Crime Story - L'assassinio di Gianni Versace (miglior miniserie), con sette premi. Durante i relativi Creative Arts Emmy Awards, Black Mirror - USS Callister (che complessivamente ha ottenuto quattro premi) è stato premiato come miglior film per la televisione, Rick and Morty miglior programma animato.
Per quanto riguarda le emittenti i cui programmi hanno ricevuto più premi, la HBO si è confermata per il diciassettesimo anno consecutivo al vertice della classifica, ma condividendo il primato con Netflix, entrambi a quota 23 premi. Individualmente, la più premiata è stata Amy Sherman-Palladino, la quale ha vinto quattro statuette rispettivamente per la miglior serie commedia (in qualità di produttrice), miglior regia, miglior sceneggiatura e miglior supervisione musicale per una serie commedia. Henry Winkler, già più volte nominato nella categoria per il miglior attore in una serie commedia negli anni settanta grazie a Happy Days, ha vinto il suo primo premio Emmy in carriera; al momento di ritirarlo ha scherzato in proposito dicendo di avere il discorso pronto da 43 anni.
Le candidature, annunciate il 12 luglio 2018 da Samira Wiley e Ryan Eggold, avevano visto Il Trono di Spade emergere come programma più nominato, con 22 candidature complessive, seguito dal Saturday Night Live (21) e Westworld (21). Per la prima volta dopo diciassette edizioni, la HBO non è più risultata la piattaforma i cui programmi hanno raccolto più candidature, superata da Netflix, i cui prodotti hanno raggiunto quota 112 nomination. Tra le più note serie più o meno ingiustamente "snobbate" secondo i critici The Terror, Twin Peaks, American Vandal, The Good Place (nonostante sia considerata tra le serie più innovative degli ultimi anni), Jane the Virgin, Crazy Ex-Girlfriend e gli attori Debra Messing, Eric McCormack, Alison Brie, Emilia Clarke, Kit Harington, Winona Ryder, Kyle MacLachlan e Freddie Highmore.
Tra gli artisti chiamati ad annunciare i vincitori durante la cerimonia di premiazione si sono alternati Patricia Arquette, Angela Bassett, Eric Bana, Samantha Bee, Connie Britton, RuPaul, Benicio del Toro, Claire Foy, Hannah Gadsby, Ilana Glazer, Abbi Jacobson, Jimmy Kimmel, Elisabeth Moss, Sarah Paulson, il cast di Queer Eye, Issa Rae, Andy Samberg, Matt Smith e Ben Stiller.

Un momento della cerimonia: i due presentatori Colin Jost e Michael Che con Maya Rudolph e Fred Armisen

La cerimonia, giudicata sottotono e persino noiosa rispetto alle edizioni precedenti, non è stata ben accolta dai critici, i quali non hanno apprezzato la conduzione di Michael Che e Colin Jost, che non sarebbero stati all'altezza dell'evento, non essendo in grado di offrire battute e sketch in grado di divertire adeguatamente il pubblico. Lo sketch d'apertura, al quale hanno partecipato marginalmente cedendo spazio ad alcuni loro colleghi del Saturday Night Live tra cui Kate McKinnon and Kenan Thompson, è stato caratterizzato da un richiamo alla complessiva ancora poca inclusione delle minoranze nel settore televisivo, venendo giudicato poco degno di nota e confusionario.
Durante la serata sono intervenuti anche Maya Rudolph e Fred Armisen, anche loro poco apprezzati dai critici, nei panni di due impreparati reporter. Rispetto alle edizioni precedenti, si sono registrati meno messaggi "forti" in difesa di diritti civili o a sfondo politico; a tal proposito Ryan Murphy e RuPaul hanno parlato in difesa dei diritti della comunità omosessuale, mentre Rachel Brosnahan ha rivolto un appello al voto in occasione delle prossime elezioni di medio termine. Tra i momenti migliori l'omaggio alla novantaseienne vincitrice di otto premi Emmy Betty White e la proposta di matrimonio avanzata da Glenn Weiss alla fidanzata Jan Svendsen al momento di ritirare il premio ricevuto grazie alla regia della cerimonia dei premi Oscar. Generalmente apprezzati sono stati i vincitori, in particolare i riconoscimenti assegnati a programmi che non erano riusciti ad ottenere premi di primo piano nelle edizioni precedenti, in particolare The Americans e The Crown.
Sul piano degli ascolti, si è confermato il trend negativo delle recenti edizioni: con circa 10,2 milioni di telespettatori, pari ad un rating del 2,4% nella fascia 18-49 anni, è stata la cerimonia meno seguita in assoluto, aggiornando il record negativo dell'edizione del 2016 (eguagliato dall'edizione del 2017), seguita da circa 11,4 milioni di telespettatori, rispetto alla quale si è quindi registrata un'ulteriore diminuzione dell'11%. Secondo alcuni commentatori, una cerimonia del genere non riesce più a risultare un "grande evento", pur ottenendo comunque ascolti paragonabili ai programmi più seguiti del palinsesto statunitense, per diversi motivi: la ricchezza della produzione televisiva tende a far sì che vengano nominati e premiati sempre più programmi, pur di qualità, di nicchia o comunque poco noti al grande pubblico, le cui abitudini televisive sono sempre più frammentate; inoltre di per sé le cerimonie di premiazione non offrono grandi momenti di intrattenimento, affidandosi più alle memorabili quanto rare performance improvvisate di artisti premiati che alla bravura dei conduttori, e risultano fin troppo lunghe per i tanti premi da assegnare. Non aiuta inoltre l'affidare la conduzione ad artisti di poco richiamo come possono risultare i comici ai quali sono state affidate le edizioni più recenti, i quali, anche se popolari, sono già in onda settimanalmente o quotidianamente, mentre spesso risultano fuori luogo per il grande pubblico i frequenti messaggi di rivendicazione di diritti sociali o comunque a sfondo politico. A ciò si aggiunge la tendenza che vede in generale il pubblico televisivo diminuire per qualsiasi tipo di programma a favore di altri medium, specie tra i più giovani, anche grazie alla possibilità comunque di poter agevolmente guardare un programma dopo la sua prima trasmissione. Per motivazioni simili anche le altre principali cerimonie del mondo dello spettacolo trasmesse in TV negli ultimi anni avevano registrato progressivi cali di ascolti (Oscar 2018: 26,5 milioni di telespettatori, in calo del 19% rispetto all'audience dell'anno precedente; Grammy 2018: 19,8 milioni di telespettatori, in calo del 24% rispetto all'edizione precedente).
Segue l'elenco delle varie categorie con i rispettivi candidati; i vincitori sono indicati in cima all'elenco di ciascuna categoria.

### Programmi televisivi

#### Miglior serie drammatica

Il Trono di Spade (Game of Thrones) è risultata per la terza volta la miglior serie drammatica

- Il Trono di Spade (Game of Thrones), distribuita da HBO
  - The Americans, distribuita da FX
  - The Crown, distribuita da Netflix
  - The Handmaid's Tale, distribuita da Hulu
  - Stranger Things, distribuita da Netflix
  - This Is Us, distribuita da NBC
  - Westworld - Dove tutto è concesso (Westworld), distribuita da HBO

#### Miglior serie commedia
- La fantastica signora Maisel (The Marvelous Mrs. Maisel), distribuita da Amazon Video
  - Atlanta, distribuita da FX
  - Barry, distribuita da HBO
  - Black-ish, distribuita da ABC
  - Curb Your Enthusiasm, distribuita da HBO
  - GLOW, distribuita da Netflix
  - Silicon Valley, distribuita da HBO
  - Unbreakable Kimmy Schmidt, distribuita da Netflix

#### Miglior oggetti mostra
- Inanimate Insanity distribuita  dalla Disney Channel
  - Battle for Dream Island distribuita dalla Disney XD
  - Survive for the Five distribuita dalla TBS
  - Race at the Palace distribuita dalla Sci Fi
  - Battle for Boi But Better distribuita dalla FOX
  - ITV Battle distribuita dalla ITV
  - Paper Puppets Take 2 distribuita dalla Cartoon Network

#### Miglior miniserie
- American Crime Story - L'assassinio di Gianni Versace, distribuita da FX
  - L'alienista (The Alienist), distribuita da TNT
  - Genius: Picasso, distribuita da Nat Geo
  - Godless, distribuita da Netflix
  - Patrick Melrose, distribuita da Showtime

#### Miglior reality competitivo
- RuPaul's Drag Race, distribuito da VH1
  - The Amazing Race, distribuito da CBS
  - American Ninja Warrior, distribuito da NBC
  - Project Runway, distribuito da Lifetime
  - Top Chef, distribuito da Bravo
  - The Voice, distribuito da NBC

#### Miglior varietà talk show
- Last Week Tonight with John Oliver, distribuito da HBO
  - The Daily Show with Trevor Noah, distribuito da Comedy Central
  - Full Frontal with Samantha Bee, distribuito da TBS
  - Jimmy Kimmel Live!, distribuito da ABC
  - The Late Late Show with James Corden, distribuito da CBS
  - The Late Show with Stephen Colbert, distribuito da CBS

#### Miglior varietà di sketch
- Saturday Night Live, distribuito da NBC
  - At Home with Amy Sedaris, distribuito da truTV
  - Drunk History, distribuito da Comedy Central
  - I Love You, America with Sarah Silverman, distribuito da Hulu
  - Portlandia, distribuito da IFC
  - Tracey Ullman's Show, distribuito da HBO

### Recitazione

#### Miglior attore protagonista in una serie drammatica
- Matthew Rhys, per aver interpretato Philip Jennings in The Americans
  - Jason Bateman, per aver interpretato Marty Byrde in Ozark
  - Sterling K. Brown, per aver interpretato Randall Pearson in This Is Us
  - Ed Harris, per aver interpretato L'Uomo in Nero in Westworld
  - Milo Ventimiglia, per aver interpretato Jack Pearson in This Is Us
  - Jeffrey Wright, per aver interpretato Bernard Lowe in Westworld

#### Miglior attrice protagonista in una serie drammatica
- Claire Foy, per aver interpretato la regina Elisabetta II in The Crown
  - Tatiana Maslany, per aver interpretato Sarah Manning, Helena, Alison Hendrix, Cosima Niehaus, Rachel Duncan, Krystal Goderitch, Elizabeth (Beth) Childs, Jennifer Fitzsimmons, Katja Obinger, Tony Sawicki, Veera Suominen (M.K.), Camilla Torres e un clone senza nome in Orphan Black
  - Elisabeth Moss, per aver interpretato Difred / June Osborne in The Handmaid's Tale
  - Sandra Oh, per aver interpretato Eve Polastri in Killing Eve
  - Keri Russell, per aver interpretato Elizabeth Jennings in The Americans
  - Evan Rachel Wood, per aver interpretato Dolores Abernathy in Westworld

#### Miglior attore protagonista in una serie commedia
- Bill Hader, per aver interpretato Barry Berkman / Barry Block in Barry
  - Anthony Anderson, per aver interpretato Andre "Dre" Johnson Sr. in Black-ish
  - Ted Danson, per aver interpretato Michael in The Good Place
  - Larry David, per aver interpretato Larry David in Curb Your Enthusiasm
  - Donald Glover, per aver interpretato Earnest "Earn" Marks in Atlanta
  - William H. Macy, per aver interpretato Frank Gallagher in Shameless

#### Miglior attrice protagonista in una serie commedia
- Rachel Brosnahan, per aver interpretato Miriam "Midge" Maisel in La fantastica signora Maisel
  - Pamela Adlon, per aver interpretato Sam Fox in Better Things
  - Allison Janney, per aver interpretato Bonnie Plunkett in Mom
  - Issa Rae, per aver interpretato Issa Dee in Insecure
  - Tracee Ellis Ross, per aver interpretato Rainbow "Bow" Johnson in Black-ish
  - Lily Tomlin, per aver interpretato Frankie Bergstein in Grace and Frankie

#### Miglior attore protagonista in una miniserie o film
- Darren Criss, per aver interpretato Andrew Cunanan in American Crime Story - L'assassinio di Gianni Versace
  - Antonio Banderas, per aver interpretato Pablo Picasso in Genius: Picasso
  - Benedict Cumberbatch, per aver interpretato Patrick Melrose in Patrick Melrose
  - Jeff Daniels, per aver interpretato John O. Neill in The Looming Tower
  - John Legend, per aver interpretato Gesù in Jesus Christ Superstar Live in Concert
  - Jesse Plemons, per aver interpretato Robert Daly in Black Mirror - USS Callister

#### Miglior attrice protagonista in una miniserie o film
- Regina King, per aver interpretato Latrice Butler in Seven Seconds
  - Jessica Biel, per aver interpretato Cora Tannetti in The Sinner
  - Laura Dern, per aver interpretato Jennifer Fox in The Tale
  - Michelle Dockery, per aver interpretato Alice Fletcher in Godless
  - Edie Falco, per aver interpretato Leslie Abramson in Law & Order True Crime: The Menendez Murders
  - Sarah Paulson, per aver interpretato Ally Mayfair-Richards in American Horror Story: Cult

#### Miglior attore non protagonista in una serie drammatica
- Peter Dinklage, per aver interpretato Tyrion Lannister ne Il Trono di Spade
  - Nikolaj Coster-Waldau, per aver interpretato Jaime Lannister ne Il Trono di Spade
  - Joseph Fiennes, per aver interpretato Fred Waterford in The Handmaid's Tale
  - David Harbour, per aver interpretato Jim Hopper in Stranger Things
  - Mandy Patinkin, per aver interpretato Saul Berenson in Homeland
  - Matt Smith, per aver interpretato il Principe Filippo, duca di Edimburgo in The Crown

#### Miglior attrice non protagonista in una serie drammatica
- Thandie Newton, per aver interpretato Maeve Millay in Westworld
  - Alexis Bledel, per aver interpretato Emily / Diglen in The Handmaid's Tale
  - Millie Bobby Brown, per aver interpretato Undici (Eleven) in Stranger Things
  - Ann Dowd, per aver interpretato Zia Lydia in The Handmaid's Tale
  - Lena Headey, per aver interpretato Cersei Lannister ne Il Trono di Spade
  - Vanessa Kirby, per aver interpretato la principessa Margaret in The Crown
  - Yvonne Strahovski, per aver interpretato Serena Joy Waterford in The Handmaid's Tale

#### Miglior attore non protagonista in una serie commedia
- Henry Winkler, per aver interpretato Gene Cousineau in Barry
  - Louie Anderson, per aver interpretato Christine Baskets in Baskets
  - Alec Baldwin, per aver interpretato Donald Trump al Saturday Night Live
  - Tituss Burgess, per aver interpretato Titus Andromedon in Unbreakable Kimmy Schmidt
  - Brian Tyree Henry, per aver interpretato Alfred "Paper Boi" Miles in Atlanta
  - Tony Shalhoub, per aver interpretato Abraham "Abe" Weissman in La fantastica signora Maisel
  - Kenan Thompson, per aver interpretato vari personaggi al Saturday Night Live

#### Miglior attrice non protagonista in una serie commedia
- Alex Borstein, per aver interpretato Susie Myerson in La fantastica signora Maisel
  - Zazie Beetz, per aver interpretato Vanessa "Van" Keefer in Atlanta
  - Aidy Bryant, per aver interpretato vari personaggi al Saturday Night Live
  - Betty Gilpin, per aver interpretato Debbie "Liberty Belle" Eagan in GLOW
  - Leslie Jones, per aver interpretato vari personaggi al Saturday Night Live
  - Kate McKinnon, per aver interpretato vari personaggi al Saturday Night Live
  - Laurie Metcalf, per aver interpretato Jackie Harris in Roseanne
  - Megan Mullally, per aver interpretato Karen Walker in Will & Grace

#### Miglior attore non protagonista in una miniserie o film
- Jeff Daniels, per aver interpretato Frank Griffin in Godless
  - Brandon Victor Dixon, per aver interpretato Giuda Iscariota in Jesus Christ Superstar Live in Concert
  - John Leguizamo, per aver interpretato Jacob Vazquez in Waco
  - Ricky Martin, per aver interpretato Antonio D'Amico in American Crime Story - L'assassinio di Gianni Versace
  - Édgar Ramírez, per aver interpretato Gianni Versace in American Crime Story - L'assassinio di Gianni Versace
  - Michael Stuhlbarg, per aver interpretato Richard Clarke in The Looming Tower
  - Finn Wittrock, per aver interpretato Jeffrey Trail  in American Crime Story - L'assassinio di Gianni Versace

#### Miglior attrice non protagonista in una miniserie o film
- Merritt Wever, per aver interpretato Mary Agnes McNue in Godless
  - Sara Bareilles, per aver interpretato Maria Maddalena in Jesus Christ Superstar Live in Concert
  - Penélope Cruz, per aver interpretato Donatella Versace in American Crime Story - L'assassinio di Gianni Versace
  - Judith Light, per aver interpretato Marilyn Miglin in American Crime Story - L'assassinio di Gianni Versace
  - Adina Porter, per aver interpretato Beverly Hope in American Horror Story: Cult
  - Letitia Wright, per aver interpretato Nish in Black Mirror - Black Museum

### Regia

#### Miglior regia per una serie drammatica
- Stephen Daldry, per l'episodio Pater familias di The Crown
  - Jason Bateman, per l'episodio I rintocchi della campana di Ozark
  - The Duffer Brothers, per l'episodio Capitolo nove - La porta di Stranger Things
  - Jeremy Podeswa, per l'episodio Il drago e il lupo de Il Trono di Spade
  - Daniel Sackheim, per l'episodio Stanotte improvvisiamo di Ozark
  - Kari Skogland, per l'episodio Dopo di The Handmaid's Tale
  - Alan Taylor, per l'episodio Oltre la Barriera de Il Trono di Spade

#### Miglior regia per una serie commedia
- Amy Sherman-Palladino, per l'episodio Pilot di La fantastica signora Maisel
  - Mark Cendrowski, per l'episodio L'asimmetria della farfalla di The Big Bang Theory
  - Donald Glover, per l'episodio FUBU di Atlanta
  - Bill Hader, per l'episodio Chapter One: Make Your Mark di Barry
  - Mike Judge, per l'episodio Initial Coin Offering di Silicon Valley
  - Hiro Murai, per l'episodio Teddy Perkins di Atlanta
  - Jesse Peretz, per l'episodio Pilot di GLOW

#### Miglior regia per un film, miniserie o speciale drammatico
- Ryan Murphy, per l'episodio L'uomo da copertina di American Crime Story - L'assassinio di Gianni Versace
  - Edward Berger, per Patrick Melrose
  - Scott Frank, per Godless
  - David Leveaux e Alex Rudzinski, per Jesus Christ Superstar Live in Concert
  - Barry Levinson, per Paterno
  - David Lynch, per Twin Peaks
  - Craig Zisk, per la puntata 9/11 di The Looming Tower

#### Miglior regia per uno speciale varietà
- Glenn Weiss, per The Oscars
  - Stan Lathan, per Dave Chappelle: Equanimity
  - Michael Bonfiglio, per Jerry Seinfeld: Jerry Before Seinfeld
  - Marcus Raboy, per Steve Martin & Martin Short: An Evening You Will Forget for the Rest of Your Life
  - Hamish Hamilton, per Super Bowl LII Halftime Show Starring Justin Timberlake

### Sceneggiatura

#### Miglior sceneggiatura per una serie drammatica
- Joel Fields e Joe Weisberg, per l'episodio Inizio di The Americans
  - Peter Morgan, per l'episodio L'uomo del mistero di The Crown
  - David Benioff e D. B. Weiss, per l'episodio Il drago e il lupo de Il Trono di Spade
  - Bruce Miller, per l'episodio June di The Handmaid's Tale
  - Phoebe Waller-Bridge, per l'episodio Nice Face di Killing Eve
  - The Duffer Brothers, per l'episodio Capitolo nove - La porta di Stranger Things

#### Miglior sceneggiatura per una serie commedia
- Amy Sherman-Palladino, per l'episodio Pilot di La fantastica signora Maisel
  - Alec Berg, per l'episodio Fifty-One Percent di Silicon Valley
  - Alec Berg e Bill Hader, per l'episodio Chapter One: Make Your Mark di Barry
  - Donald Glover, per l'episodio L'uomo alligatore di Atlanta
  - Stefani Robinson, per l'episodio Il Barbiere di Atlanta
  - Liz Sarnoff, per l'episodio Chapter Seven: Loud, Fast, and Keep Going di Barry

#### Miglior sceneggiatura per un film, miniserie o speciale drammatico
- William Bridges e Charlie Brooker, per Black Mirror - USS Callister
  - Scott Frank, per Godless
  - Mark Frost e David Lynch, per Twin Peaks
  - Kevin McManus e Matthew McManus, per l'episodio Pulizia di American Vandal
  - David Nicholls, per Patrick Melrose
  - Tom Rob Smith, per l'episodio La casa sul lago di American Crime Story - L'assassinio di Gianni Versace

#### Miglior sceneggiatura per uno speciale varietà
- John Mulaney, per John Mulaney: Kid Gorgeous At Radio City
  - Melinda Taub, Samantha Bee, Pat Cassels, Mike Drucker, Eric Drysdale, Mathan Erhardt, Miles Kahn, Nicole Silverberg, Ashley Nicole Black, Joe Grossman, Sean Crespo, Razan Ghalayini, Tyler Hall, Allana Harkin, Paul Myers, Halcyon Person, Mike Rubens, per Full Frontal with Samantha Bee Presents: The Great American* Puerto Rico (*It's Complicated)
  - Michelle Wolf, per Michelle Wolf: Nice Lady
  - Patton Oswalt, per Patton Oswalt: Annihilation
  - Steve Martin e Martin Short, per Steve Martin & Martin Short: An Evening You Will Forget for the Rest of Your Life

## Sports Emmy Awards
La 39ª edizione della cerimonia degli Sports Emmy Awards, gli Emmy dedicati alla programmazione sportiva, si è tenuta a New York l'8 maggio 2018 al Jazz at Lincoln Center; di seguito la lista dei premi assegnati.

### Programmi sportivi
- Miglior programma sportivo live: Sunday Night Football (NBC)
- Miglior speciale sportivo live: The 118th Army-Navy Game (CBS)
- Miglior copertura di un playoff:  AFC Championship: Jacksonville Jaguars vs. New England Patriots (CBS)
- Miglior copertura sportiva montata: Ironman World Championship (NBC)
- Miglior documentario sportivo lungo: Disgraced (Showtime)
- Miglior documentario sportivo corto: SC Featured – A Mountain to Climb (ESPNews)
- Miglior documentario sportivo a puntate: Hard Knocks – Training Camp With The Tampa Bay Buccaneers (HBO)
- Miglior programma in studio settimanale: College GameDay (ESPN)
- Miglior programma in studio giornaliero: MLB Tonight (MLB Network)
- Miglior programma in studio in onda per un periodo limitato: MLB on FOX: The Postseason (FOX)
- Miglior antologia d'informazione sportiva: Real Sports with Bryant Gumbel (HBO)
- Miglior giornalismo sportivo: E: 60 – The Dictator’s Team (ESPN2)
- Miglior cortometraggio: College GameDay – Melvin Keihn (WatchESPN)
- Miglior lungometraggio: E: 60 – Fight On (ESPN2)
- Miglior anteprima: AFC Championship – Teasing John Malkovich (CBS)
- Miglior copertura sportiva transmediale:  2017 NCAA Men’s Basketball Tournament – NCAA March Madness Live (NCAA.com)
- Miglior innovazione digitale: Capturing Everest 360-degree VR (SI.com)
- Miglior esperienza di social TV: 100,000 Cameras – Ohio State vs. Michigan (FOX)
- Miglior promo sportivo: NASCAR on FOX Daytona 500 - Daytona Day (FOX)
- Miglior copertura sportiva live in spagnolo: FIFA World Cup Qualifier Mexico vs. USA (Univision)
- Miglior programma in studio in spagnolo: Futbol Picante (ESPN Deportes)

### Personalità sportive
- Miglior personalità sportiva - presentatore in studio: Bob Ley (ESPN)
- Miglior personalità sportiva - telecronista: Mike Emrick (NBC)
- Miglior personalità sportiva - commentatore in studio: Harold Reynolds (MLB Network)
- Miglior personalità sportiva - commentatore di un evento sportivo: Kirk Herbstreit (ESPN)
- Miglior personalità sportiva - corrispondente sportivo: Tom Verducci (MLB Network/FOX)
- Miglior talento della programmazione in spagnolo: Andrés Cantor (Telemundo)
- Lifetime Achievement Award: Barry Frank

### Categorie più tecniche
- Miglior squadra tecnica in studio: College GameDay (ESPN) e Super Bowl LII (NFL Network)
- Miglior squadra tecnica distaccata: NASCAR on FOX (FOX)
- Miglior riprese: The 143rd Kentucky Derby (NBC)
- Miglior montaggio di un cortometraggio: Anthony J. Cortese, Alan Medic, per AFC Championship - Teasing John Malkovich (CBS)
- Miglior montaggio di un lungometraggio: Jantzen Gianfrancesco, per Golf Central - Feeling and Reality: The Billy Hurley Story (Golf Channel)
- Premio Dick Schaap alla miglior sceneggiatura: Aaron Cohen, John Malkovich, Peter Radovich Jr., Billy Scafuri per  AFC Championship - Teasing John Malkovich (CBS)
- Miglior direzione musicale: Peter Radovich Jr., per The 118th Army-Navy Game - The More Things Change, "The Letter"
- Miglior sonoro di un evento live: NASCAR on FOX (FOX)
- Miglior sonoro post-prodotto:  The 118th Army-Navy Game - The More Things Change (CBS)
- Miglior grafica live: League of Legends (YouTube/Twitch TV)
- Miglior grafica post-prodotta: Dear Basketball (Verizon)
- Miglior scenografia/direzione artistica: AFC Championship - Teasing John Malkovich (CBS)
- Premio George Wensel al miglior conseguimento tecnico: Sunday Night Baseball - Front Row Cam (ESPN)